# Hermann xứ Reichenau

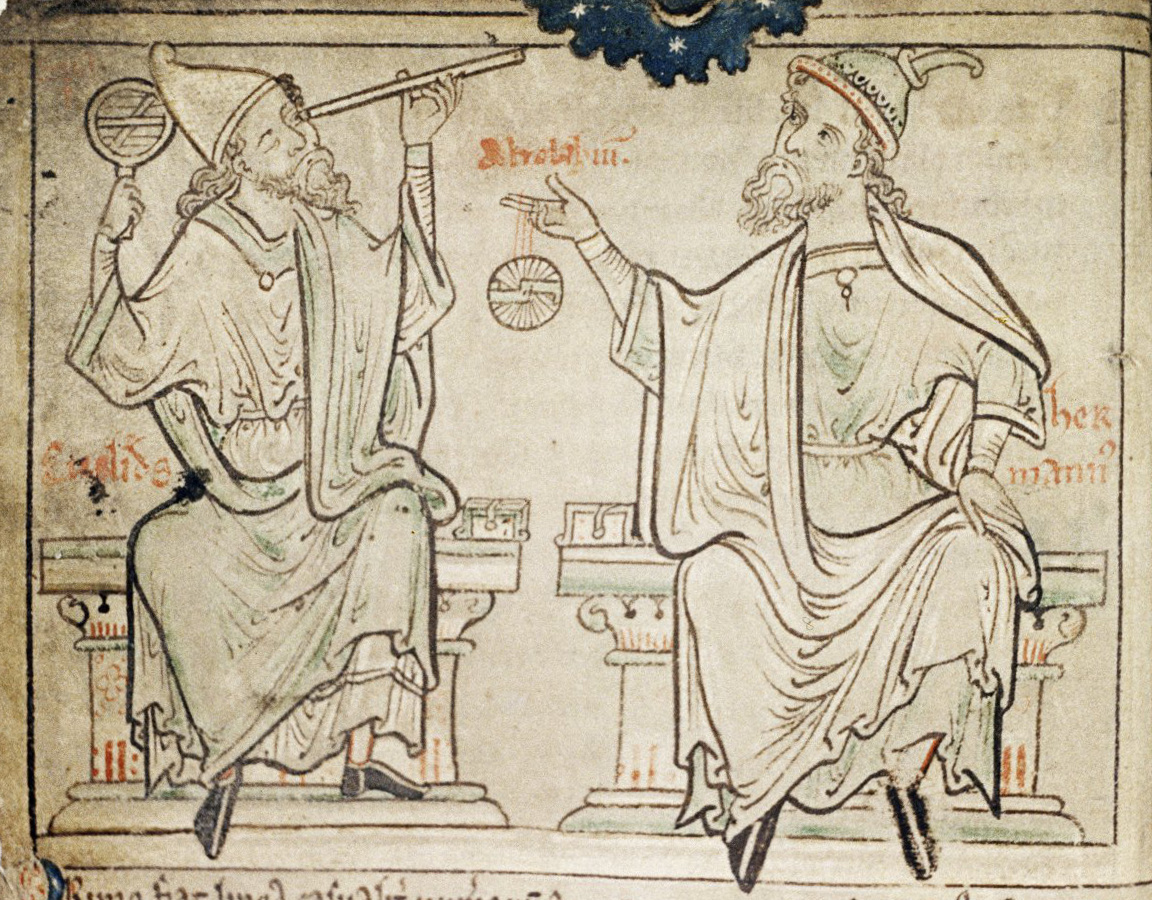
Một hình vẽ nghệ thuật của "Hêmannô Người què" như cách thỉnh thoảng ông được gọi

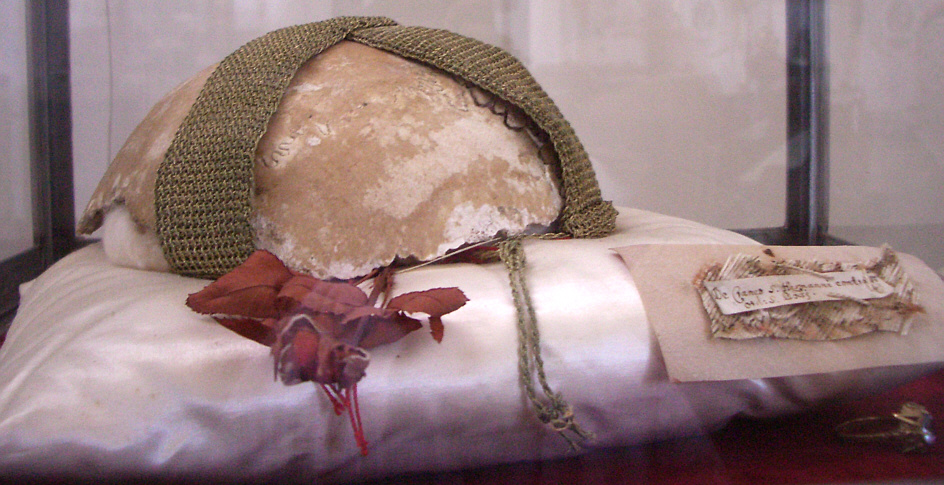
Di vật của Hermann tại Altshausen, Đức

Hêmannô xứ Reichenau (18 tháng 7 năm 1013 - 24 tháng 9 năm 1054) hay còn được gọi là Hermannus Contractus, Hermannus Augiensis, Herman Người què là một nhà soạn nhạc, nhà lý thuyết âm nhạc, nhà toán học và nhà vật lý. Ông đã sáng tác khúc cầu nguyện Maria Alma Redemptoris Mater. Ông được phong chân phước (được xác nhận về mặt tôn giáo) vào năm 1863.

## Thời thơ ấu
Hermann là con trai của Bá tước của Altshausen. Ông trở nên bị què bởi một tai nạn liệt từ đầu thời thơ ấu. Ông sinh vào ngày 18 tháng 7 năm 1013 với tình trạng sứt môi, bại não và gai cột sống. Tuy nhiên, dựa trên các bằng chứng nhiều học giả hơn gần đây đã chỉ ra rằng có lẽ Hermann bị xơ cứng teo não một bên hoặc teo cơ cột sống. Như là một kết quả, ông gặp khó khăn lớn trong việc di chuyển và nói chuyện. Khi 7 tuổi, ông được đưa vào tu viện Benedict bởi người cha của mình vì cha ông không thể chăm sóc ông thêm. Ông lớn lên trong tu viện, học từ các tu sĩ phát triển một mối quan tâm đối với lý thuyết và thế giới.

## Thời trưởng thành
Ông đã dành hầu hết cuộc đời mình cho Đảo Reichenau, một đảo nhỏ trên Bodensee ở Đức. Hermann đã cống hiến cho cả bốn lĩnh vực của quadrivium. Ông được nhắc đến như là một nhà soạn nhạc (dựa vào các tác phẩm còn tồn tại của ông là các bản officia của St. Afra và St. Wolfgang). Ông cũng viết một tiểu luận về khoa học của âm nhạc, một số công trình về hình học, số học và thiên văn học (bao gồm các kiến thức cho việc tạo nên một thước trắc tinh, vào thời điểm đó là một thời điểm rất mới ở Tây Âu). Như là một nhà sử học, ông viết một biên niên sử rất chi tiết từ ngày sinh của Christ cho đến thời đại của ông, sắp xếp chúng sau khi tính toán thời kỳ của Christ. Một trong những môn đệ của Hermann là Berthold xứ Reichenau tiếp tục công việc đó.
Ở tuổi 20, Hermann được xác nhận là một tu sĩ dòng Benedict. Ông dành phần còn lại của cuộc đời mình trong một tu viện. Ông có thể đọc trong một vài ngôn ngữ , bao gồm tiếng Ả Rập, tiếng Hy Lạp, tiếng Latin. Ông viết về toán học, thiên văn học và Thiên Chúa giáo. Ông đã tạo ra các nhạc cụ và các công cụ thiên văn đồng thời cũng là nhà thơ tôn giáo có tiếng. Khi ông trở thành mù trong phần cuối đời, ông bắt đầu viết các bài ca, tiêu biểu nhất chính là bài Salve Regina (Kính chào Nữ Vương).
Hermann đã chết trong một tu viện vào ngày 24 tháng 9 năm 1054 ở tuổi 40. Giáo hội Công giáo Roma phong thánh cho ông vào năm 1863.

## Di sản và ảnh hưởng
Có 3 hay 5 bản giao hưởng đã được viết bởi nhà soạn nhạc người Nga Galina Ustvolskaya dựa trên các văn bản của Hermann.